# Balgengaszähler

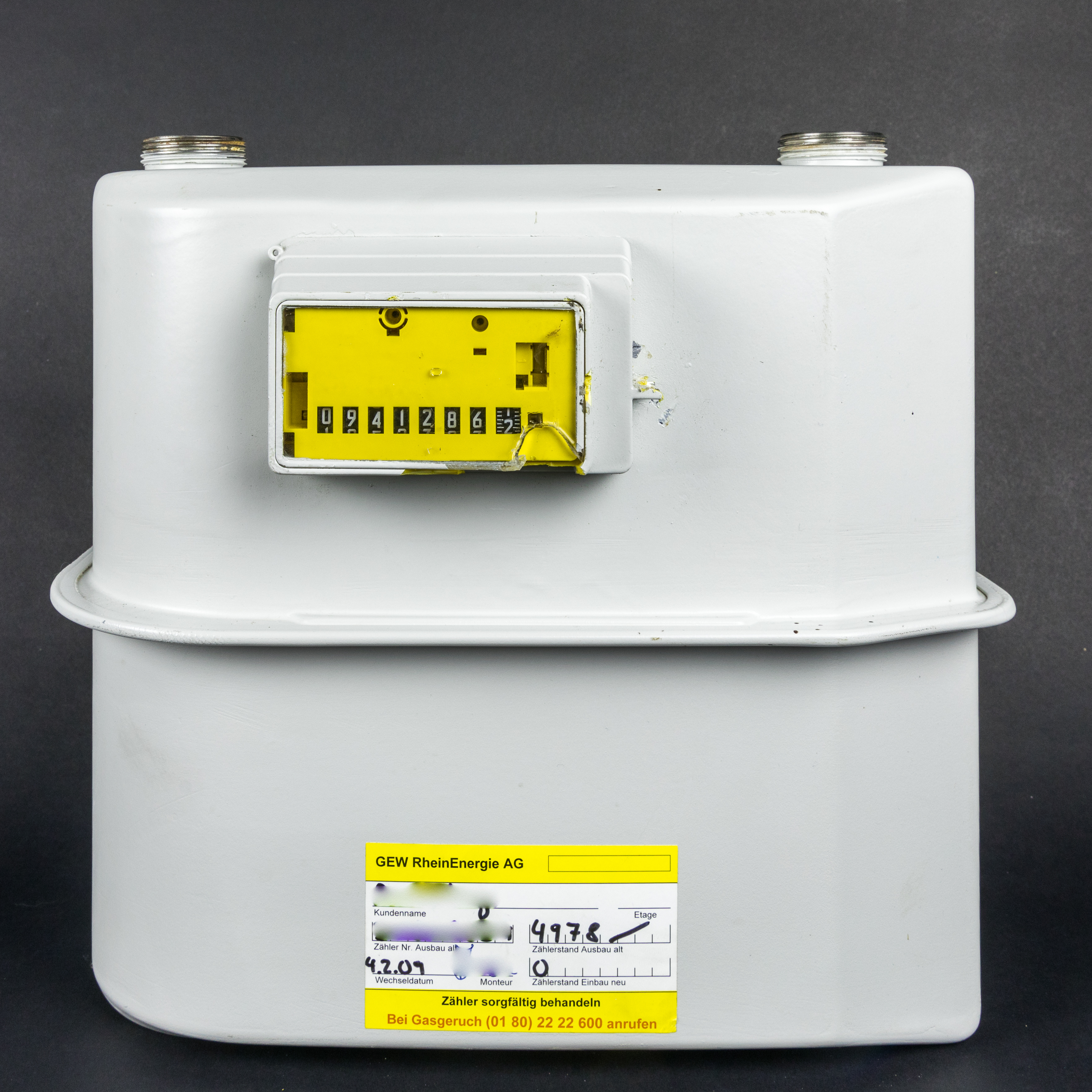
Balgengaszähler Kromschröder BK6

Ein Balgengaszähler ist ein Gaszähler zur Messung des Gasvolumenstroms durch Verdrängungsmessung. 1878 erhielt Emil Haas von den Elster Gasmessgeräten ein Patent auf das Prinzip des starr begrenzten Messraums für das Messvolumen. Er war Mitbegründer der Mainzer Gasmesserfabrik Elster & Cie, (heute (2018) Elster Group), damals mit etwa 500 Mitarbeitern im Stammwerk Mainz.

## Funktionsweise

Aufbau eines Balgengaszählers

Durch Membranen voneinander getrennte Messkammern werden periodisch gefüllt und entleert. Ein Gelenkgetriebe überträgt die Membranbewegung auf eine Kurbelwelle. Die Kurbelwelle treibt zwei Schieber an, die den Gasstrom steuern. Somit wird der Gasstrom wechselseitig durch einen Balg (Kippwaage) geleitet. Die Drehbewegung des Getriebes wird über eine magnetische Kupplung auf ein Zählwerk übertragen.

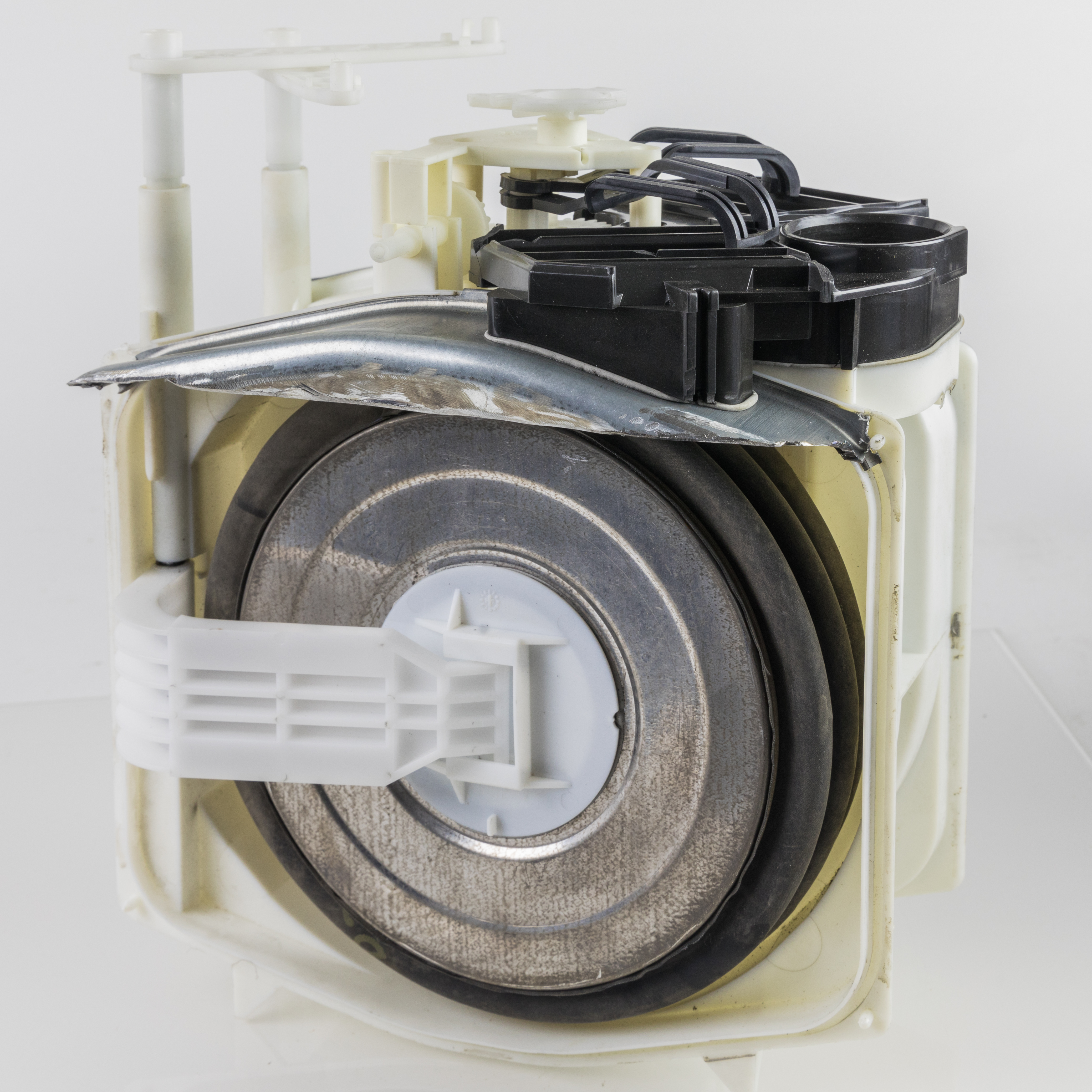
Geöffneter Balgengaszähler Kromschröder BK6.

Eine Kammer ist immer abwechselnd mit dem Auslass, also dem Verbraucheranschluss verbunden. Die gegenüberliegende Kammer ist mit dem Hausanschluss (Einlass) verbunden. Die Druckdifferenz zwischen Hausanschluss und Verbraucher bewirkt eine Kraft auf die Membran. Gas wird in den Hausanschluss gedrückt, während sich die gegenüberliegende Kammer füllt. Die mechanische Verbindung zu den Ventilschiebern führt dazu, dass nach dem Entleeren die nächste Kammer mit dem Verbraucheranschluss verbunden wird und der Vorgang von neuem beginnt.
Gezählt werden die Anzahl der Befüllungen und Entleerungen der Kammern. Multipliziert mit dem Volumen der Kammern ergibt sich der Zählerstand in m³.
Die Verwendung erfolgt überwiegend als Haushaltsgaszähler sowie bei Industrieanlagen im Niederdruck-Bereich. In Gasdruckregel- und Gasmessanlagen werden sie üblicherweise aus Platz- und Kostengründen nur bis zur Größe G65 eingesetzt.